# エッセンシャル・ベスト 大塚博堂
『エッセンシャル・ベスト 大塚博堂』（エッセンシャル・ベスト おおつかはくどう）は、2007年8月22日にエッセンシャル・ベストシリーズの一つとして発売された期間生産限定盤のベスト・アルバムである。

## 収録曲
| 全作曲: 大塚博堂。 |                                               |           |            |                                            |      |
| #                  | タイトル                                      | 作詞      | 作曲・編曲 | 編曲                                       | 時間 |
| 1.                 | 「ダスティン・ホフマンになれなかったよ」      | 藤公之介  | 大塚博堂   | 惣領泰則                                   | 3:53 |
| 2.                 | 「坂の上の二階」                              | 藤公之介  | 大塚博堂   | あかのたちお                               | 3:45 |
| 3.                 | 「過ぎ去りし想い出は」                        | 大塚博堂  | 大塚博堂   | 森岡賢一郎                                 | 2:44 |
| 4.                 | 「夕暮れのような微笑」                        | 藤公之介  | 大塚博堂   | あかのたちお                               | 3:51 |
| 5.                 | 「季節の中に埋もれて」                        | 藤公之介  | 大塚博堂   | 森岡賢一郎                                 | 3:08 |
| 6.                 | 「旅でもしようか」                            | 藤公之介  | 大塚博堂   | あかのたちお                               | 3:10 |
| 7.                 | 「哀しみ通せんぼ」                            | るい      | 大塚博堂   | 船山基紀                                   | 2:57 |
| 8.                 | 「翌朝」                                      | 藤公之介  | 大塚博堂   | 馬飼野康二                                 | 3:31 |
| 9.                 | 「めぐり逢い紡いで（シングル･ヴァージョン）」 | るい      | 大塚博堂   | 林哲司                                     | 3:26 |
| 10.                | 「LOVE IS GONE」                              | るい      | 大塚博堂   | 宮川泰                                     | 4:23 |
| 11.                | 「もう子供でも鳥でもないんだから」            | るい      | 大塚博堂   | クニ河内                                   | 4:15 |
| 12.                | 「青春は最後のおとぎ話」                      | 山川啓介  | 大塚博堂   | クニ河内                                   | 4:38 |
| 13.                | 「愁雨」                                      | るい      | 大塚博堂   | 井上鑑                                     | 3:18 |
| 14.                | 「季節の中に埋もれて（ライブ）」              | 藤公之介  | 大塚博堂   | 岩村義道とスクランブル・ダスティン・バンド | 3:35 |
| 15.                | 「過ぎゆく愛に（ライブ）」                    | るい      | 大塚博堂   | 岩村義道とスクランブル・ダスティン・バンド | 5:09 |
| 合計時間:          | 合計時間:                                     | 合計時間: | 合計時間:  | 55:43                                      |      |